# Rostamabad-e Rika
Rostamabad-e Rika – wieś w Iranie, w ostanie Kermanszah. W 2006 roku miejscowość liczyła 80 mieszkańców w 21 rodzinach.